# マンタラー

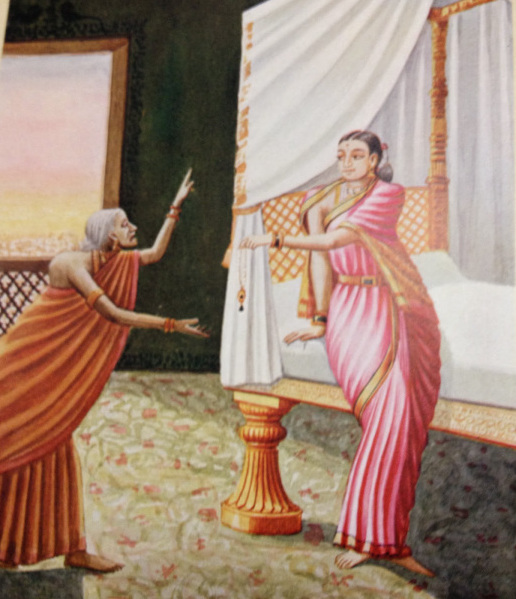
マンタラーとカイケーイー

マンタラー（Mantarā, 梵: मंथरा）は、インドの叙事詩『ラーマーヤナ』に登場するせむし女で、アヨーディヤーのダシャラタ王の妃カイケーイーに仕える侍女。
もともとは孤児で、少女の頃からカイケーイーに養育されて育った。ラーマ王子がカイケーイーとその子バラタに害をなす存在であると盲信しており、ラーマの即位が決まったとき、カイケーイーにラーマを追放し、バラタを王位につけることをダシャラタ王に願うよう助言した。
ちなみに『マハーバーラタ』によると、マンタラーの前世はドゥンドゥビーというガンダルヴァの女で、ブラフマー神に命じられて人間界に転生し、人々の間に敵意をかき立てたのだという。